# Filipová
Filipová (německy Phillippsthal) je jižní část obce Loučná nad Desnou v okrese Šumperk. V roce 2009 zde bylo evidováno 79 adres. V roce 2001 zde trvale žilo 221 obyvatel.
Filipová je také název katastrálního území o rozloze 2,36 km2.

## Název
Jako první je doloženo německé Philipstal - "Filipovo údolí", od roku 1872 i česky Filipov, což bylo v roce 1924 změněno na Filipová. Vesnice byla pojmenována po velehradském opatovi Filipovi Zurém.

## Historie
První písemná zmínka o obci pochází z roku 1773, kdy vznikla parcelací panského dvora.

## Pamětihodnosti
- podjezdová vozovna poštovní hospody (čp. 65)

## Fotogalerie

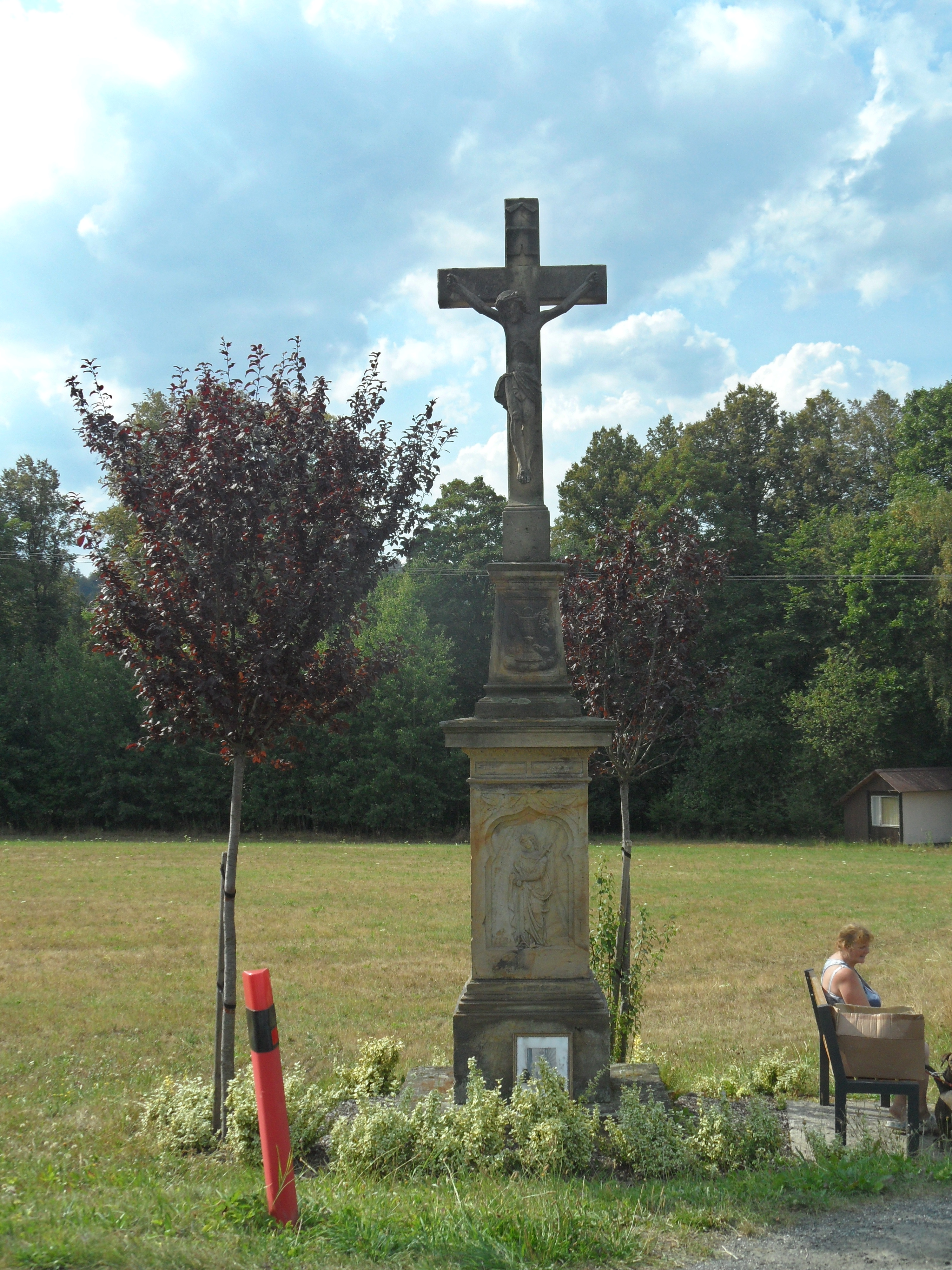
Křížek u křižovatky
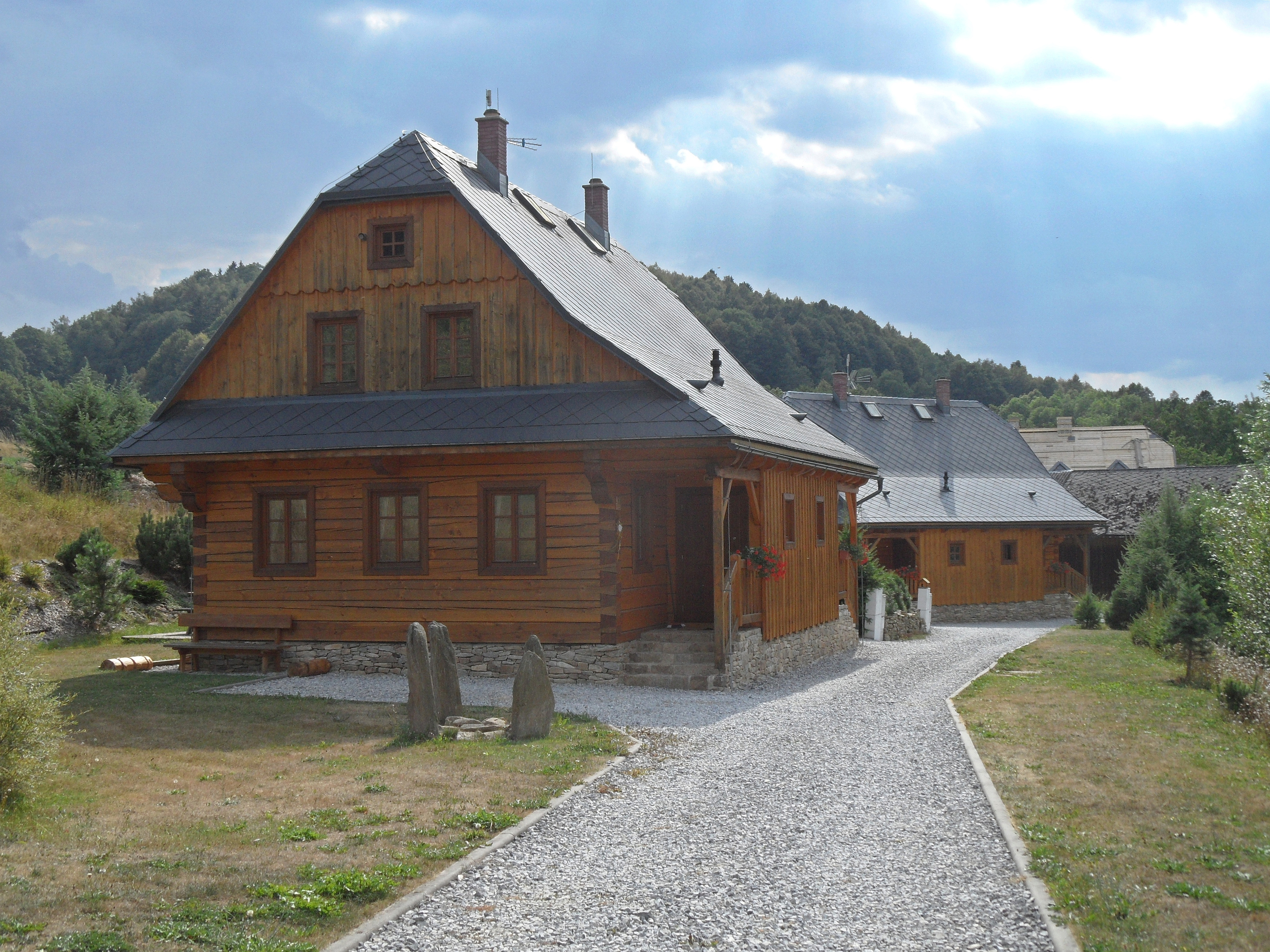
Roubenky Pod oborou
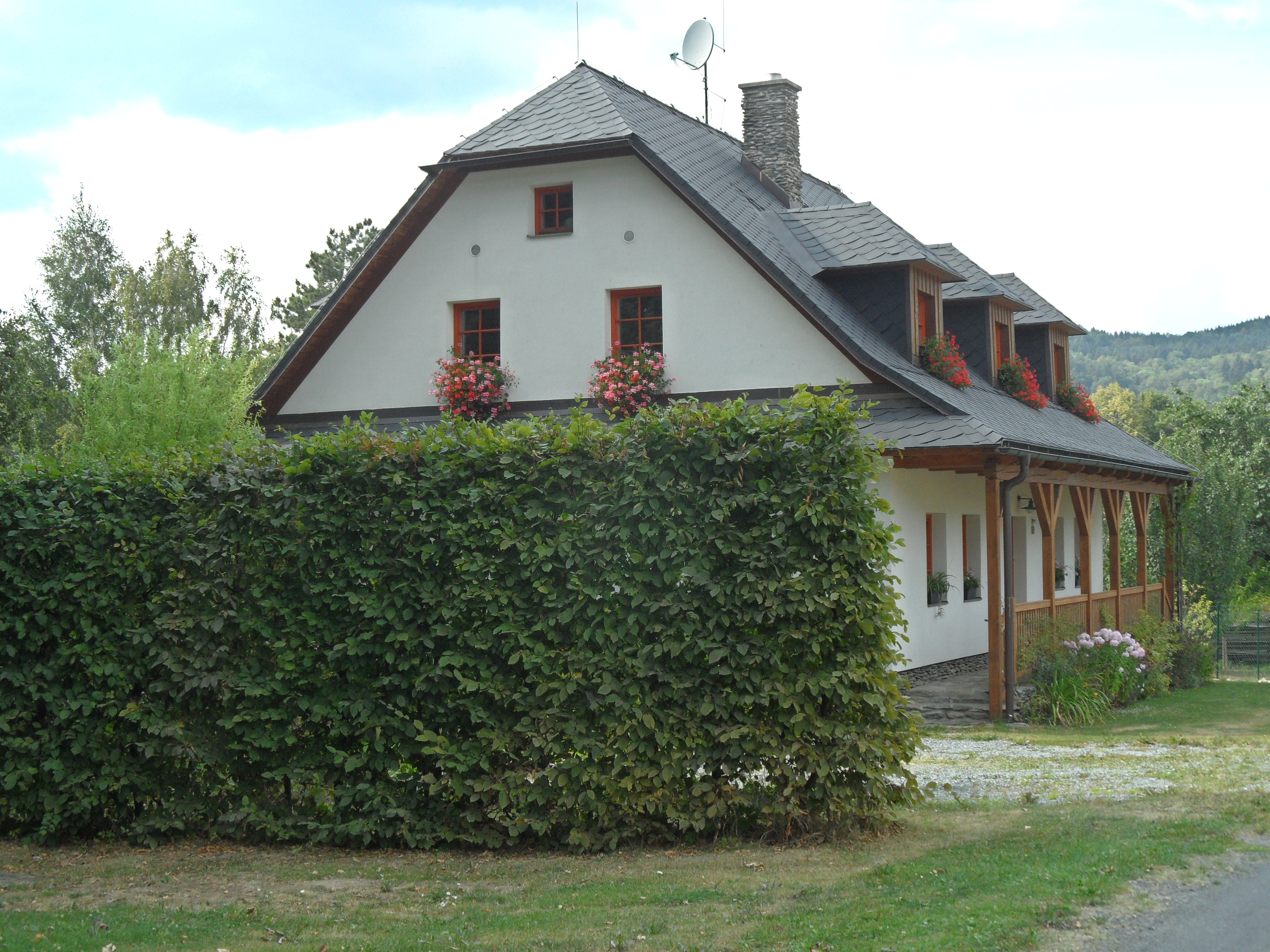
Rodinný dům